# Marko Ranilovič
Marko Ranilovič (Maribor, 1986. november 25. –) szlovén labdarúgó, kapus. Magyarországra igazolása előtt szülőhazájában az NK Maribor játékosa volt. A maribori csapattal 2009-ben megnyerte a szlovén bajnokságot, 2010-ben a kupát is.

## Pályafutása
Pályafutását 2000-ben az NK Maribor csapatában kezdte el. Öt évvel később került fel az első csapathoz, ahol a 2005–06-os évadban első számú kapusként szerepelt. A következő két bajnoki évben kevesebb játéklehetőséghez jutott, majd a 2009–10-es bajnokságra újra ő lett a csapat első számú kapusa.
A szlovén csapattal egyszer nyerte meg bajnokságot, és egyszer-egyszer hódította el a kupát és a szuperkupát is.
2010 nyarán 2+1 éves szerződést kötött a Ferencváros csapatával. Új csapatában 2010. július 30-án a Paksi FC ellen mutatkozott be a 2010–11-es bajnokság szezonnyitó-mérkőzésén.
2013 nyarán Kaposvárra igazolt, ahol ismét Prukner László lett az edzője.

## Sikerei, díjai
NK Maribor
- Szlovén bajnokság:
  - Bajnok: 1 alkalommal (2009)
  - Bajnoki ezüstérmes: 1 alkalommal (2010)
  - Bajnoki bronzérmes: 1 alkalommal (2007)
- Szlovén kupa:
  - Győztes: 1 alkalommal (2010)
  - Ezüstérmes: 2 alkalommal (2007, 2008)
- Szlovén szuperkupa:
  - Győztes: 1 alkalommal (2009)
  - Ezüstérmes: 1 alkalommal (2010)
- Ferencváros
  - Bajnoki bronzérmes: 1 alkalommal (2011)
  - Magyar-ligakupa-győztes: 1 alkalommal (2013)